# 에릭 로즈 (포르노 배우)

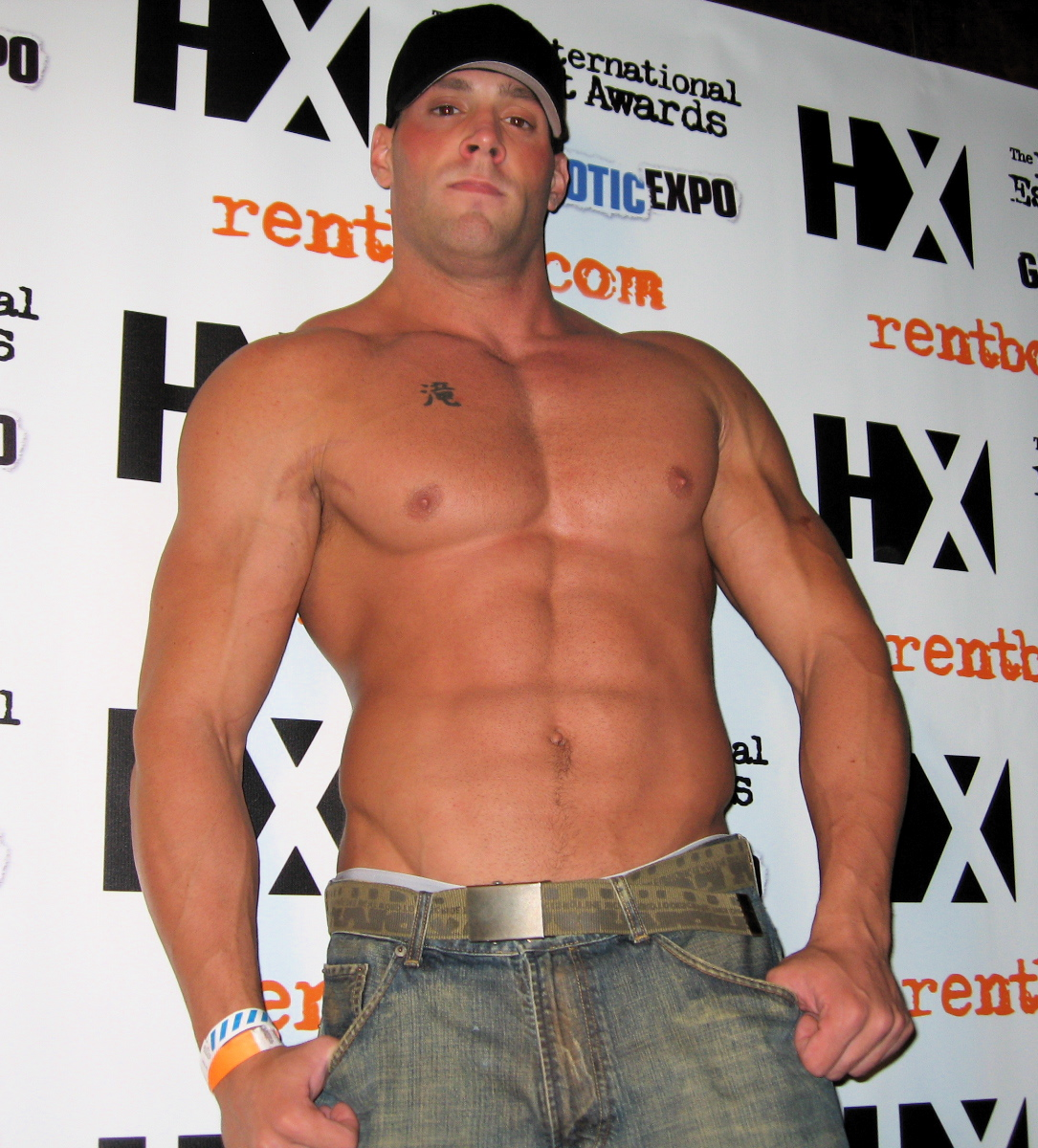
에릭 로즈

에릭 로즈(Erik Rhodes, 1982년 2월 8일 ~ 2012년 6월 14일)는 미국의 게이 포르노 배우이다.
마약복용후 심장마비로 사망하였다.